# Overbode
Der Overbode war in den nordelbischen Gauen Dithmarschen, Holstein und Stormarn ein regionaler militärischer Anführer. Ab dem 12. Jahrhundert handelte es sich vorübergehend auch um ein politisches Amt. Zudem hatte der Overbode richterliche Befugnisse.

## Geschichte
Die Ursprünge des Amtes sind unbekannt. Während die Forschung im 19. Jahrhundert vermutete, es könnte sich aus dem altsächsischen Gauvorsteher entwickelt haben, wird heute überwiegend angenommen, das Amt sei erst unter den Billungern im 10. oder 11. Jahrhundert entstanden. Diese hatten nördlich der Elbe das Aufgebotsrecht über die waffenfähigen Männer. Der Overbode wäre demnach der örtliche Beauftragte der Billunger gewesen. Erstmals erwähnt wird das Amt in der Zeugenliste einer Urkunde des Bremer Erzbischofs Hartwig I. aus dem Jahr 1162 als houerbodo. In lateinischen Quellen wird der Overbode bereits um 1148 als vexillifer bezeichnet, also als Bannerträger. Weitere Bezeichnungen in lateinischer Sprache sind prefectus, signifer provincie, iudex und senior terrae. Insgesamt gesehen stellt das Amt eine ältere Einrichtung dar, die sich vor Beginn der Herrschaft der Schauenburger Grafen entwickelt hatte. Der Overbode verfügte in seinem Gau bei einer Bedrohungslage über das Aufgebotsrecht zum Schutz der Gaugrenze. Eine politische Führungsrolle innerhalb des Gaues kam ihm aber offenbar zunächst nicht zu. Das änderte sich erst mit der Einsetzung der landfremden Schauenburger als Grafen. Jetzt wandelte sich das Amt des Overboden hin zum Repräsentanten der eingesessenen Bevölkerung gegenüber dem Grafen. Im Zuge der Einführung des Lehenswesens durch die Schauenburger sah der Chronist Helmold von Bosau den Overboden als einen Zweiten nach dem Grafen.
Die von den Sachsen besiedelten drei Gaue Dithmarschen, Holstein und Stormarn waren noch unterteilt in Gauviertel. An der Spitze des Gaues stand der Overbode als militärischer Führer und als oberster Richter. Im Thing – einer Volks- und Gerichtsversammlung – hatte der Overbode die richterliche Position inne. In jedem Gauviertel gab es den Boden, der für die militärische Sicherheit die Verantwortung übernahm. Dem Boden beigeordnet war auf der Ebene des Gauviertels ein Landesrichter. Diese drei Ämter – Overbode, Bode und Landesrichter – konnten von ihrem Inhaber vererbt werden. Eine historische Quelle für den Verwaltungsaufbau eines Gaues ist eine Urkunde, die Heinrich der Löwe am 13. September 1148 in Heinkenborstel beim Ort Innien (seit 1970 zu Aukrug) ausstellen ließ. Zeuge der Beurkundung war Landesrichter Vergotus, Sohn des Daso de Ennige (Innien).
Vor allem die Overboden des Holstengaus, die aus dem Geschlecht der Ammoniden stammten, stellten für die ersten als Landfremde eingesetzten Grafen von Holstein und Stormarn eine starke Bedrohung dar. Namentlich bekannt sind die Overboden Marcrad I. (belegt 1127–1170) und Marcrad II. (belegt 1170–1181/1182), deren Besitzungen im deutsch-slawischen Grenzraum um Neumünster lag. Mittlerweile geht man davon aus, jeder Gau hätte einen eigenen Overbode gehabt. Über die Overboden Stormanns und Dithmarschens ist nur wenig bekannt.
Im Laufe der folgenden Jahrhunderte sank die Bedeutung des Amtes. Im Spätmittelalter beschränkte sich die Funktion des Overbodens schließlich auf die Leitung des Gaugerichtes.